# Licencia de conducir en Azerbaiyán

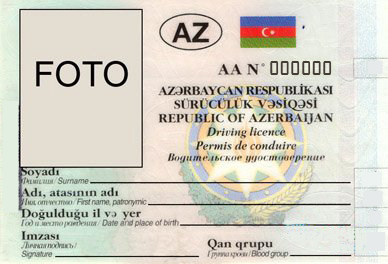
Parte frontal del documento

Licencia de conducir en Azerbaiyán o Autorización para la conducción de vehículos en Azerbaiyán – es un documento que acredita una autorización administrativa a su poseedor la conducción de vehículos por la vía pública en Azerbaiyán. 

## Edad mínima

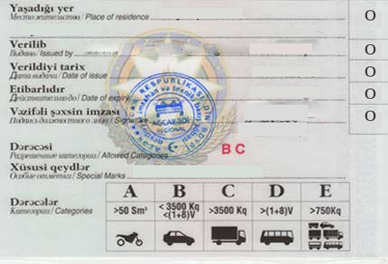
Оtra parte del documento

El permiso para conducir vehículos automotores se concede según el tipo del vehículo:
- bicicleta – de 14 años
- vespa y motocicleta – de 16 años
- automóvil con menos de 8 asientos – de 19 años
- automóvil con más de 8 asientos (para los militares) – de 19 años
- tranvía – de 20 años
- trolebús – de 21 años
- automóvil con más de 8 asientos – de 21 años

## Tipos de documentos para la conducción de vehículos
En la República de Azerbaiyán los documentos para la conducción de vehículos se varían según el tipo de vehículos automotores:
1. para conducir de los motocicletas, automóviles, tranvías y trolebuses;
2. para conducir de tractores u otros vehículos.[1]

### Duración de autorización para conducir
- para menores de 60 años – 10 años;
- para mayores de 60 años – el plazo hasta 70 años;
- para mayores de 70 años – 2 años.[2]

## Contenido del documento
Independientemente del tipo, cada documento para conducir debe tener siguiente información:
- nombre, apellido, patronímico
- fecha y lugar de nacimiento
- lugar de residente
- órgano, que expide el documento
- número del documento
- fecha y lugar de emisión del documento
- fecha de expiración del documento
- firma, estampilla o sello del órgano, que expide el documento
- firma del titutlar.

## Categorías de vehículos
- «А» — conducción de motocicletas;
- «В» — conducción de vehículos, no pertenecidos a categoría «А» cuya masa máxima autorizada es más  3500  kg y con menos de 8 asientos
- «С» — conducción de vehículos, no pertenecidos a categoría «D» cuya masa máxima autorizada es menos  3500  kg
- «D» — conducción de vehículos con más de 8 asientos
- «Е» — vehículos de categorías «А», «B», «C»  y «D» pero no corresponde plenamente a sus características
- «Tranvía» — conducción de tranvías;
- «Trolebús» — conducción de trolebuses.